# 張清議
張清議（1602年—1678年），字君賀，號輿公，南直隸安庆府懷寧縣籍潜山县人，明末清初政治人物。

## 生平
崇禎十五年（1642年）壬午科中式應天鄉試第九十六名舉人，崇禎十六年（1643年）癸未科會試第三百二名，二甲第六十三名進士，通政司觀政，次年授户部貴州司主事。明亡仕清，順治初勘荒江上，又督铸宝泉，歷官户部郎中，十六年（1659年）十一月升广东按察使司佥事、分巡罗定道。量移川北，西山寇发，清議总摄军务，崇朝灭贼，民不知有兵。引疾归，蜀人建祠祭祀。卒年六十七。

## 家族
曾祖張儼，儒士。祖父張琴。父張久中，庠生。
長子張超方，順治己丑進士，官盩厔知县。